# Parafia św. Alberta Chmielowskiego w Będzinie
Parafia pod wezwaniem świętego Alberta Chmielowskiego w Będzinie – rzymskokatolicka parafia w diecezji sosnowieckiej, w dekanacie Trójcy Przenajświętszej w Będzinie.
Odpust parafialny obchodzony jest 17 czerwca.

## Historia
Parafia pw. św. Alberta Chmielowskiego w Będzinie została wydzielona z parafii Świętej Trójcy w Będzinie i z parafii św. Jana Chrzciciela w Będzinie.
We wrześniu 1982 r. wikariusz parafii Świętej Trójcy w Będzinie – ks. Roman Jagiełło, rozpoczął organizowanie w dzielnicy Warpie ośrodka duszpasterskiego. Po wybudowaniu kaplicy, która pełniła funkcję prowizorycznego kościoła, biskup Stanisław Nowak, 12 grudnia 1987 r. erygował parafię pw. bł. Alberta Chmielowskiego. Pierwszym proboszczem został mianowany ks. Roman Jagiełło. 
7 grudnia 1995 r. biskup Adam Śmigielski mianował wikariusza parafii Świętej Trójcy w Będzinie – ks. Andrzeja Stępnia, administratorem parafii, a 21 marca 1996 r. proboszczem.
27 czerwca 1996 r. Jan Paweł II, w bazylice św. Piotra w Rzymie, poświęcił kamień węgielny kościoła św. Alberta Chmielowskiego. 11 maja 1998 r. przystąpiono do budowy kościoła. 17 czerwca 1998 r. biskup Adam Śmigielski poświęcił fundamenty pod przyszłą świątynię. 29 listopada 1998 r. biskup Piotr Skucha wmurował kamień węgielny. 8 stycznia 1999 r. zakończono wznoszenie murów. 25 kwietnia 1999 r. bp Piotr Skucha dokonał poświęcenia dzwonu (noszącego imię św. Albert Chmielowski), który zabrzmiał po raz pierwszy 9 czerwca 1999 r. 27 listopada 1999 r. ukończono prace wykończeniowe prezbiterium, a 28 listopada nowy kościół został pobłogosławiony.
27 sierpnia 2000 r. posługę podjął nowy proboszcz ks. Zdzisław Reterski, dotychczasowy wikariusz katedry Wniebowzięcia NMP w Sosnowcu.
2 lipca 2001 r. rozpoczęto prace związane z ogrzewaniem podłogowym w kościele i remont w domu parafialnym. Na przełomie maja i czerwca 2003 r. ułożono posadzkę z płytek zakupionych przez Fundację Brata Alberta. Wiosną 2004 r. rozpoczęły się przygotowania do poświęcenia kościoła. Pomalowano ściany kościoła, zakrystii i przyległych pomieszczeń. Na krzyżu w prezbiterium umocowano wyrzeźbioną w drewnie lipowym figurę Chrystusa. Uporządkowano plac wokół kościoła, posadzono ozdobne drzewa i krzewy oraz posiano trawę.
17 czerwca 2004 r. nastąpiło uroczyste poświęcenie (konsekracja kościoła) kościoła przez ordynariusza Adama Śmigielskiego.
Od 1 kwietnia 2007 do lipca 2009 r. w parafii wydawana była gazetka „Tydzień w parafii”.
W sierpniu 2008 r. powiększony został plac przy kościele dzięki zakupowi sąsiedniej działki.
Dekretem ordynariusza sosnowieckiego z 4 sierpnia 2008 r. ks. proboszcz Zdzisław Reterski otrzymał nominacją na proboszcza parafii pw. Najświętszej Maryi Panny Królowej Polski w Dąbrowie Górniczej. Nowym proboszczem parafii pw. św. Alberta Chmielowskiego w Będzinie został od 18 sierpnia 2008 r. ks. Mariusz Górszczyk, dotychczasowy wikariusz parafii pw. św. Katarzyny w Będzinie-Grodźcu, Dekanat czeladzki (uroczystość kanonicznego wprowadzenia w urząd proboszcza odbyła się 31 sierpnia 2008 r.). W trakcie jego posługi dokonano zmiany wystroju świątyni.
Po kolejnych zmianach personalnych w Diecezji Sosnowieckiej administratorem parafii został ks. Paweł Kempiński (dotychczas dyrektor Domu Księży św. Józefa w Będzinie).

## Zasięg parafii
Do parafii należą wierni z Będzina, głównie z dzielnicy Warpie oraz z części Śródmieścia mieszkający przy ulicach: Kopernika, 1 Maja, Spółdzielczej, Orlej, Św. Brata Alberta, Podsiadły, W. Pola, Pstrowskiego, Wapiennej, Promyka, Wesołej, Robotniczej, Wilczej, Sieleckiej, Wyzwolenia, Sienkiewicza, Słonecznej i Zagórskiej.

## Proboszczowie
- ks. Roman Jagiełło (1983–1987 wikariusz wikariatu terenowego, 1987–1995 proboszcz) – organizator parafii
- ks. Andrzej Stępień (1995/1996 administrator parafii, 1996–2000 proboszcz) – budowniczy kościoła
- ks. Zdzisław Reterski (2000–2008) – doprowadził do konsekracji kościoła
- ks. Mariusz Górszczyk (2008–2012) – dokonał rekompozycji i zmiany wystroju wnętrza świątyni
- ks. Paweł Kempiński (2012–2018)
- ks. Antoni Kazior (od 2018)